# Бляшаний кубок
«Бляшаний кубок» (англ. Tin Cup) — американська мелодрама 1996 року.

## Сюжет
Рой Мак-Евой, колишній спортсмен, в студентські роки подавав великі надії в гольфі. Але тепер він зловживає алкоголем і заробляє на життя приватними уроками з гольфу. Його клієнткою стає психоаналітик Моллі Грисволд, яка є дівчиною Девіда Сімса — успішного професійного гольфіста і противника Макевоя в минулому. Рой закохується у Моллі, і, для того щоб завоювати її серце, вирішує повернутися у великий спорт і виграти чемпіонат США з гольфу, де його головним суперником буде Сімс.

## У ролях
| Актор          | Роль                  |
| -------------- | --------------------- |
| Кевін Костнер  | Рой Мак-Евой          |
| Рене Руссо     | доктор Моллі Грисволд |
| Дон Джонсон    | Девід Сімс            |
| Чіч Марін      | Ромео Посар           |
| Лінда Гарт     | Дорін                 |
| Денніс Берклі  | Ерл                   |
| Рекс Лінн      | Дьюї                  |
| Лу Майерс      | Клінт                 |
| Річард Лайнбек | Курт                  |
| Джордж Перес   | Хосе                  |
| Мікі Джонс     | Турк                  |
| Майкл Мілхоун  | Бун                   |

## Цікаві факти
- Перед зйомками фільму Кевін Костнер тривалий час брав уроки гольфу, і багато ударів у фільмі він виконував самостійно.
- Натурні зйомки фільму пройшли в одному з американських гольф-клубів Tubac Arizona.
- Фінальна сцена, в якій головний герой з принципу намагається виконати складний удар і витрачає на це 12 спроб, частково заснована на реальних подіях.